# Емельянов Мост
Емелья́нов Мост (бел. Емяльянаў Мост) — деревня в составе Горбацевичского сельсовета Бобруйского района Могилёвской области Республики Беларусь.

## Население
- 1999 год — 82 человека
- 2010 год — 75 человек